# ایپکس (کارولینای شمالی)
ایپکس (به انگلیسی: Apex) شهری در ایالت کارولینای شمالی کشور ایالات متحده آمریکا است که جمعیت آن در سرشماری سال ۲۰۱۰ میلادی، ۳۷٬۴۷۶ نفر بوده‌است.